# امزناس (واد البور)
امزناس هي إحدى مشيخات المملكة المغربية، تتبع جغرافيا لإقليم شيشاوة وإداريًا لواد البور. يقدر عدد سكانها بـ 2551 نسمة حسب الإحصاء الرسمي للسكان والسكنى لسنة 2004.